# Афодій оливково-бурий
Афодій оливково-бурий (Acrossus luridus) — вид жуків родини пластинчастовусих (Scarabaeidae).

## Поширення
Палеарктичний вид. Поширений в Європі, Північній Африці та Західній Азії. Інтродукований у Північній Америці.

## Характеристика
Жук завдовжки 6-10 мм. Мешкає на відкритих луках. Імаго трапляються з березня по жовтень. Живляться фекаліями великих тварин.